# 阿波树萝卜
阿波树萝卜（学名：[Agapetes aborensis] 错误：{{Lang}}：文本有斜体标记（帮助）），为杜鹃花科树萝卜属下的一个植物种。